# محمد بابي
محمد بابي (بالفارسية: محمد پاپی) هو لاعب كرة قدم إيراني في مركز الوسط، ولد في 12 أبريل 1998 في أليغودرز في إيران. لعب مع نادي سباهان أصفهان.